# Lukáš Diviš
Lukáš Diviš est un joueur russe d'origine slovaque de volley-ball né le 20 juin 1986 à Žilina (district de Žilina, alors en Tchécoslovaquie). Il mesure 2,01 m et joue réceptionneur-attaquant. Il totalise 171 sélections en équipe de Slovaquie.

## Biographie
Il est le frère cadet de Peter Diviš, également joueur international slovaque de volley-ball. Il a obtenu la nationalité russe en avril 2014.

## Clubs
| Club                     | De        | À         |
| ------------------------ | --------- | --------- |
| Volejbal Brno            | 2003-2004 | 2005-2006 |
| VfB Friedrichshafen      | 2006-2007 | 2008-2009 |
| Fenerbahçe Istanbul      | 2009-2010 | 2009-2010 |
| Jastrzębski Węgiel       | 2010-2011 | 2010-2011 |
| Lokomotiv Novossibirsk   | 2011-2012 | 2017-2018 |
| Zénith Saint-Pétersbourg | 2018-2019 |           |

## Palmarès

### Club et équipe nationale
- Ligue européenne (1)
  - Vainqueur : 2011
- Championnat du monde des clubs
  - Finaliste : 2013
- Ligue des champions (2)
  - Vainqueur : 2007, 2013
- Championnat de Turquie (1)
  - Vainqueur : 2010
- Championnat d'Allemagne (3)
  - Vainqueur : 2007, 2008, 2009
- Championnat de République tchèque
  - Finaliste : 2004
- Coupe de Russie (1)
  - Vainqueur : 2011
- Coupe d'Allemagne (2)
  - Vainqueur : 2007, 2008

### Distinctions individuelles
- Meilleur réceptionneur de la Ligue des champions 2007
- Meilleur joueur slovaque de volley-ball
- Meilleur attaquant du championnat du monde des clubs 2013